# 排水
排水（はいすい）は、生活や産業活動に支障を及ぼす過剰な水がある場所から、地表の水もしくは地下水を自然にまたは人為的に除去すること。

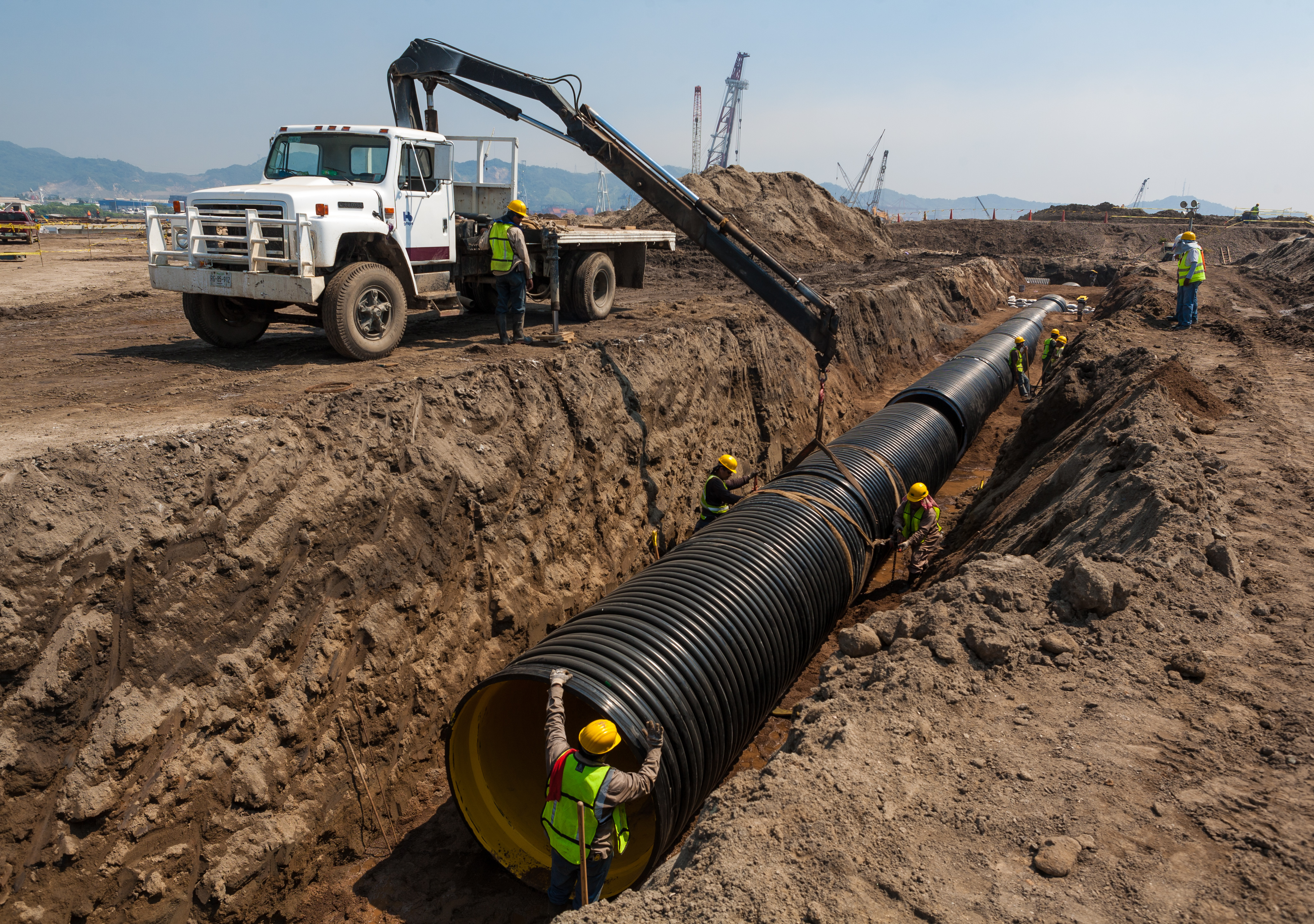
メキシコの雨水排水管プロジェクトにおける高密度ポリエチレン管の敷設

## 歴史

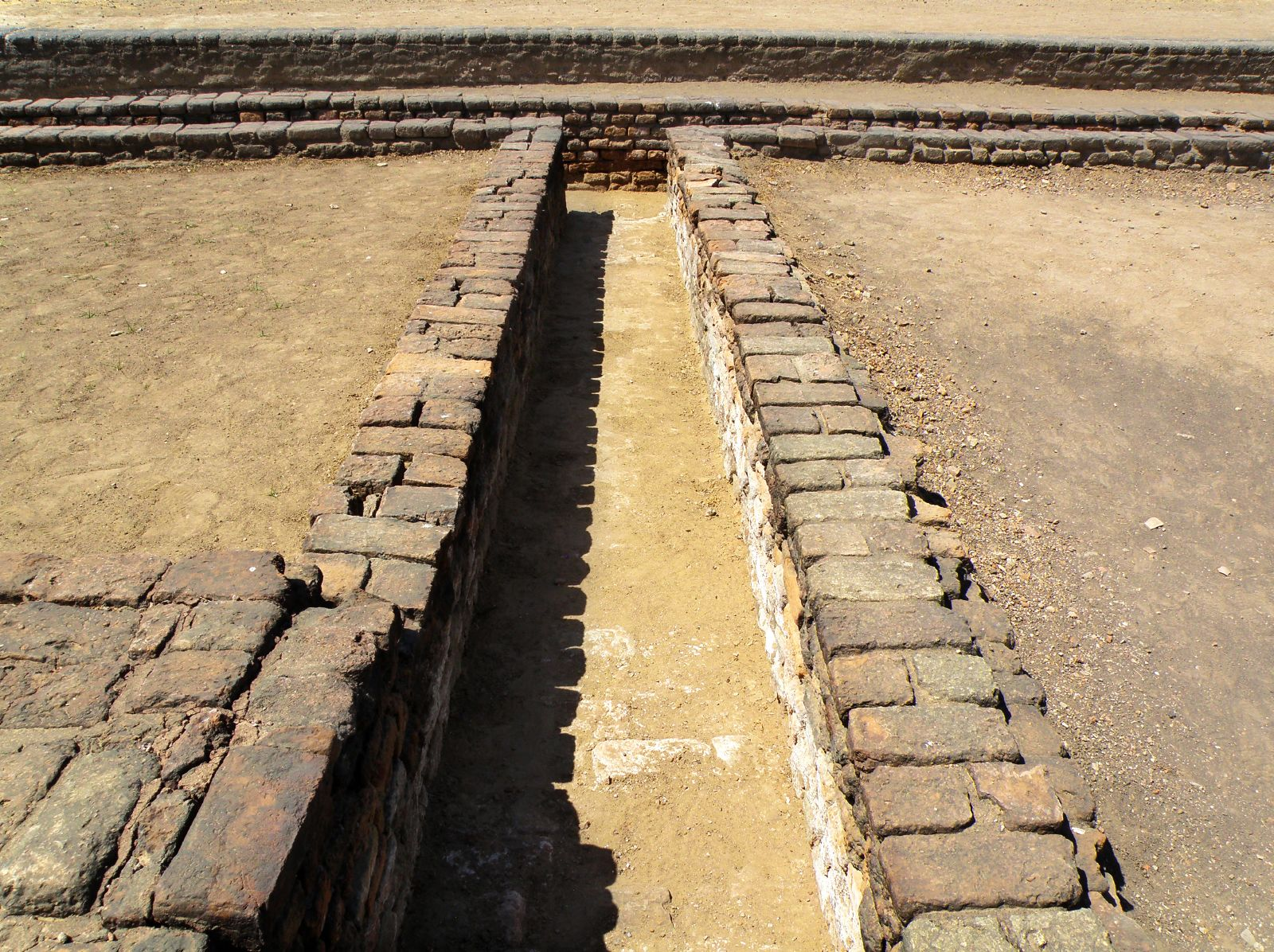
紀元前3000年頃のロータルの排水路の跡

インダス文明は高度な下水道と排水システムを持っていた。ハラッパーとモヘンジョダロ (Mohenjo-daro) の主要都市のすべての家は水と排水施設を利用できた。廃水は覆われた重力下水道に向けられ、それが主要な通りに並んでいた。

### 18世紀と19世紀
中空パイプ排水の発明は、1753年に死去したSir Hugh Dalrympleによるもの。

## 現在

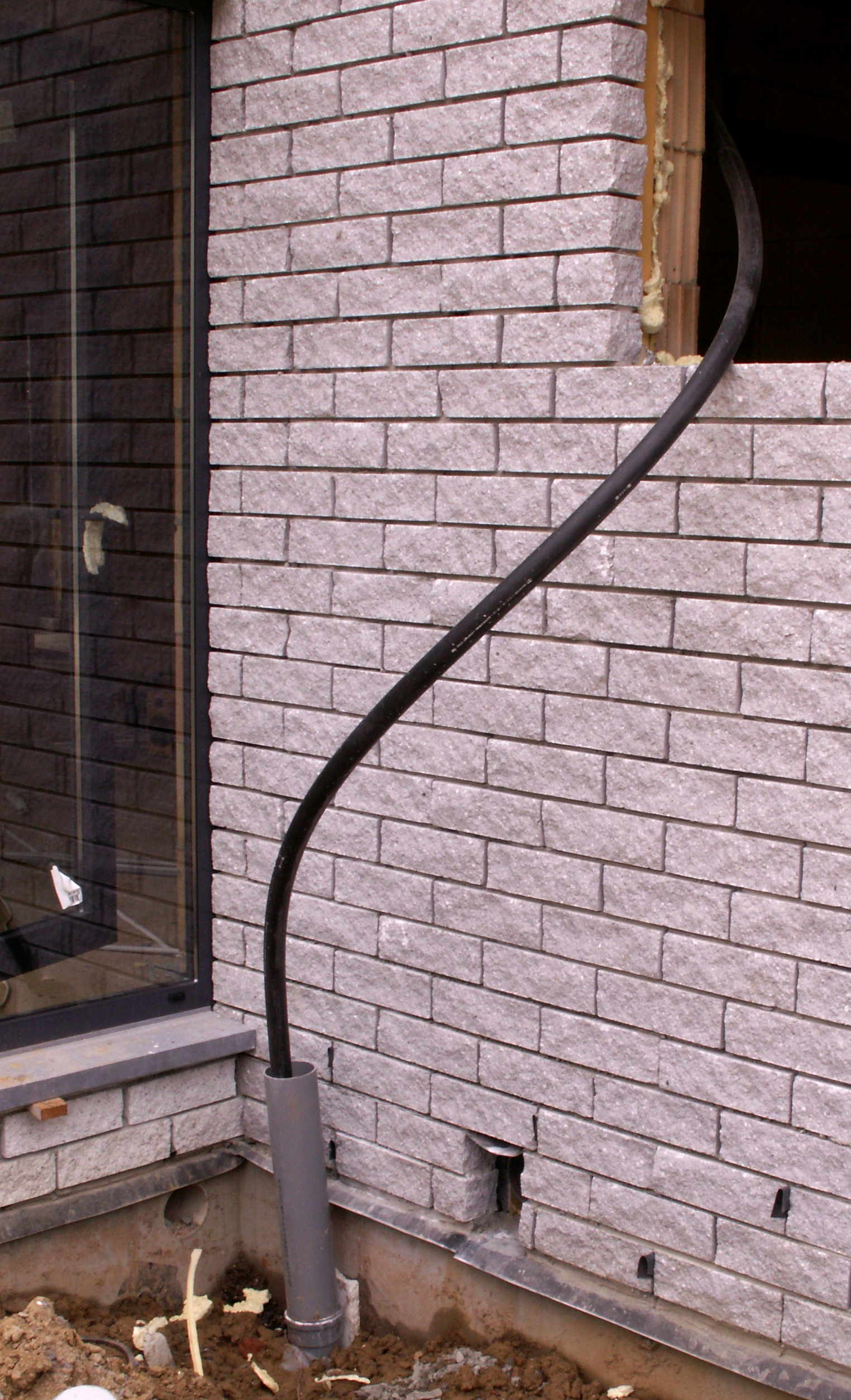
住居または建物の屋根から水を排水するために使用されるプラスチック（PVC）フレキシブル排水管

新しい排水システムはジオテキスタイルフィルターを組み込んでいて、細かい土の粒子が排水溝に入り込んで目詰まりするのを防ぐ。ジオテキスタイルは、民生用および環境工学用に特別に製造された合成繊維織物である。 ジオテキスタイルは、水を通過させながら細かい土壌粒子を保持するように設計されている。 典型的な排水システムでは、それらは溝に沿って敷設され、次にそれは粗い粒状材料（砂利、貝殻、石または岩）で埋められる。ジオテキスタイルはそれから石の上に折られそして溝は土で覆われる。地下水はジオテキスタイルを通ってしみ出て石を通り抜けて流出。地下水の多い状況では、排水管の底に沿って穴のあいたプラスチック（ PVCまたはPE ）パイプを敷設し、排水管内を移動する水の量を増やす。
このほか、ジオテキスタイル、ヤシ繊維または雑巾 フィルターを組み込んでいることが多いHDPEでできているプレハブプラスチック排水システムが考えられることができる。これらの材料の使用は、合成排水路およびコンクリートライナーよりも常に高価である石造り排水集合体を輸送および敷設する必要性を排除するそれらの使い易さのために、ますます一般的になっている。
過去30年間に渡ってジオテキスタイル、PVCフィルター、HDPEフィルターが最も一般的に使用されている土壌フィルター媒体となって製造するのが安価でありそして敷設するのが容易であり、細かいシルト質の土壌条件においてさえも長期間の濾過性能を保証する工場管理の特性を有する。

### 21世紀の選択肢
SeattleのPublic Utilitiesは、Street Edge Alternatives（SEA Streets）プロジェクトというパイロットプログラムを作成。このプロジェクトは、「開発前の自然景観を、伝統的な配管システムよりも真似た排水路を提供する」システムの設計に焦点を当てている。  通りが脇道沿いの溝が特徴で植栽は地域全体にデザインされておりカーブしていない歩道を強調することで、通り側の透水性の面に水がより自由に流れ込むようになる。植栽のため、都市部からの水の流出はすべて直接地面に流れ込むのではなく、周囲の環境にも吸収される可能性があり、Seattle Public Utilitiesによるモニタリングでは、排水プロジェクトから出る雨水が99％減少したと報告されている。
イギリスでは最近排水が大規模な環境レビューを受けて持続可能な都市排水システム （SUDS）は、請負業者が自然界の自然な水の流れをより模倣した排水システムを設置することを奨励するように設計されており、2010年以降、英国での地方および近隣地域計画は、SUDSを彼らが担当する開発プロジェクトに組み込むことを法律で義務付けられている。
スロット排水は排水オプションとして過去20年間で最も画期的な製品であることが証明されており、水路排水システムとして、排水と並行して追加の配管システムを設置する必要性を排除するように設計されて、生産の環境への影響を減らし、同時に集水を改善。ステンレス鋼、コンクリート水路、PVC、HDPEはすべてスロット排水に使用可能な材料で、建設プロジェクトの業界標準となっている。

### 建設事業における排水

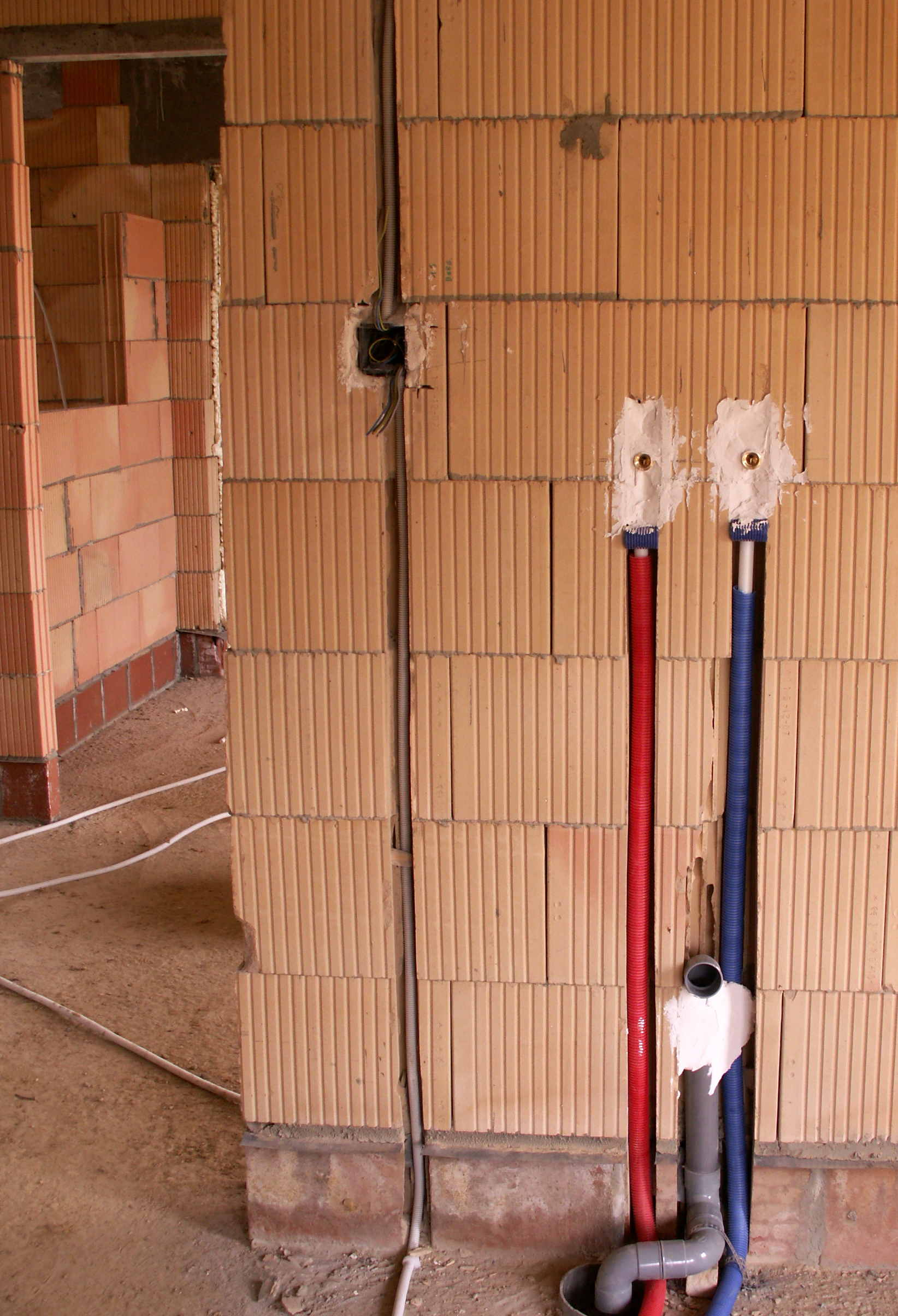
流しに設置されている配管

土木技師は建設プロジェクトの排水を担当する際計画からすべての道路、道路の溝、排水路、排水溝、建設作業に関わる下水道設計に着手し建設プロセス間に、前述の要因のそれぞれに必要なレベルを設定していく。
土木技師および建設管理者は建築家および監督者、計画立案者、積算士、一般労働者ならびに下請け業者と協働するが、通常どの管轄区域でも土地所有者が自分の区画からの排水をどの程度変更できるかを管理するための排水法規制がある。
- ポイント排水はガリー（ポイント）で水を遮断する。ガリーは地表の下の排水管に接続しており、このシステムを容易にするために深い掘削が必要で厚板、支柱、または支柱の形で深いトレンチを支える必要がある。
- 水路排水路は水路の全体の流れに沿って水を遮断し水路排水は通常、コンクリート、鋼、ポリマーまたは複合材料から製造され、水路排水の遮断率は点排水よりも大きく、必要な掘削は通常はるかに浅い。

チャネル排水路の表面開口部は、通常、格子（ポリマー、プラスチック、鋼鉄または鉄）または地表に沿って走る単一のスロット（スロット排水）（通常は鋼鉄または鉄から製造される）の形態である。
建築工事の排水
建築数量積算基準解説によると、工事での排水とは、工事中の湧水及び雨水の排除をいい、その数量は湧水量及び降雨量、排水用機材類の数量を求める必要があるときは、排水の数量と土質などに基づいて排水計画を設定したうえ計測、計算するとしている。掘削底面が地下水位以下の場合及び敷地の周囲より流入水があるときや雨水などは、排水処理をしなければ掘削作業が困難となる。したがって通常掘削に伴う排水は事前に土質調査、下水位調査など行い排水工法を検討しなければならない。
水替排水計画には、釜場工法、フィルター井戸工法、ウェルボイント工法、ディーブウェル工法、ジーメンスウェル工法といったものがある。
排水計画に基づき、各工法のか所数、延m、ポンプ台数、稼動日数などで計算するのが一般的である。
宅地造成の排水について
排水方式は分流式や合流式どちらも採用できるが、以下のことに留意する。
- 計画汚水量、計画雨水量等を勘案して汚水及び雨水を支障なく排出できるものであること
- 堅固で耐久性を有しかつ水密性を有する構造であること
- 道路その他排水施設の維持管理上支障がない場所に設置すること
- 排水管の始点あるいは方向、勾配又は内径の変化する箇所及び合流する箇所並びに直線部が長い場合にその内径の120倍以内まで維持管理上必要な箇所にマンホールを設置する
- 汚水管は原則として暗渠とする。内径を200mm(小規模の場合は150mm)以上とする。
- 雨水排水マスの底には15cm以上のどろためを設ける
- 崖上端等に設ける地盤の水勾配は、特別の事情がない限り崖の反対方向に地盤の水が流れるように0.5~ 1 %程度の勾配をとる

### 都市植生における排水
都市における混合環境植生における排水量と質を評価する研究成果は限られている。特に都市環境における土壌水分状態を理解する上での不十分さおよび障害は、都市土壌の正しい判断を損なう。南オーストラリアでの研究組織でリサイクルされた廃水で灌漑されている不均一な都市景観の植生を含む公立公園における排水および溶質浸出に対する景観変動の相対的な影響を調査している。この目的のために2つのパンライシメータが設計され、2つの異なる環境地帯に設置された。

## 人工排水の理由

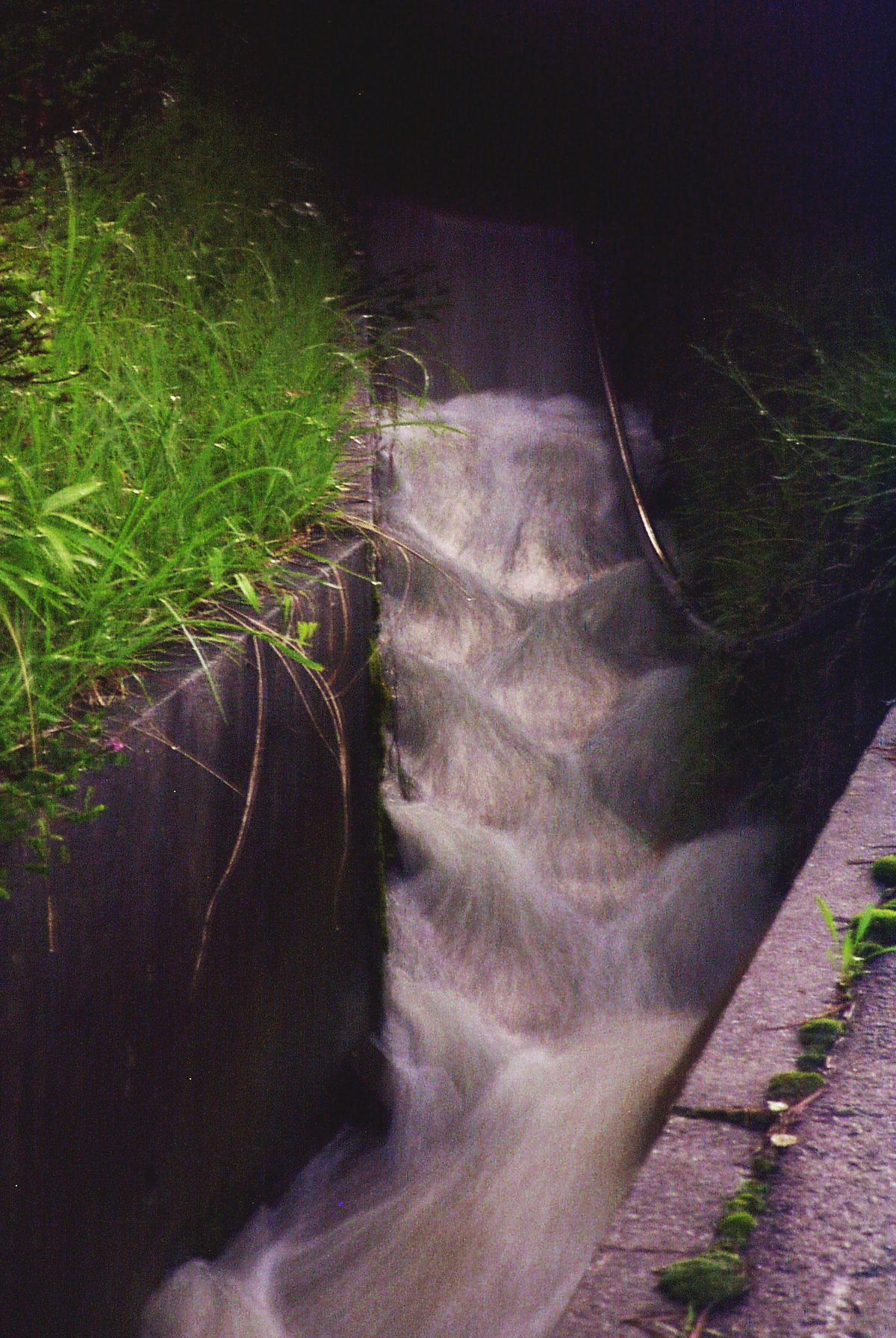
大雨の後、日本の馬込の外にある農業排水路。 隆起部は乱流を作り出し、堆積物が水路に沈殿するのを防ぐ

大部分の農業用土壌の内部排水は深刻な浸水 （根の成長を害する嫌気性条件）を防ぐのに十分良好ではあるが、多くの土壌は生産を改善したり給水を管理するために人工排水が必要。
湿地土壌は農業のために排水が必要で北アメリカとヨーロッパでは、氷河によって湿地を作るために次第に腐植で満たされた多数の小さな湖ができそのいくつかは主に野菜などの高付加価値作物に使用されているマックランドを作るために開溝などを使用して排水している。
世界でこのタイプの最大のプロジェクトはオランダで何世紀にもわたって進行中でアムステルダム、ハールレム、ライデン間地域は、先史時代には湿地帯と小さな湖で芝の伐採（ 泥炭 採掘 ）沈下、海岸線の侵食により次第に1つの大きな湖、ハーレマーメール(Haarlemmermeer) またはHaarlem湖が形成された。15世紀に風力ポンプエンジンが発明されたことで辺境地の一部の排水が可能になるが、湖の最終的な排水は大型の蒸気動力ポンプの設計と、地域当局間の合意を待たなければならなかった。湖の撤去は1849年から1852年の間に起こり、何千km2もの新しい土地が生まれた。
沿岸の平野と川のデルタは、季節的または恒久的に高い地下水位を持っているかもしれず、それらが農業に使われるのであれば排水改善が必要。一例はフロリダ平原の柑橘類成長地域で大雨が降った後は、排水ポンプを使用して、過度に湿った土壌による柑橘類の林への損傷を防いでいる。稲作では、作物サイクルのさまざまな段階で畑を水没させたり排水したりする必要があるため、水を完全に管理する必要がある。
オランダはまた、海岸に沿って低地を排水するだけでなく、元の国が大幅に拡大されるまで実際に海を後退させるために、このタイプの排水路を導入している。
湿った気候では、融雪や豪雨のために、土壌が毎年短期間のうちに水浸しになることを除けば、土壌は作付に適しているかもしれず、主に粘土である土壌は非常にゆっくりと下向きに水を通過させ、その間根のまわりの過剰な水分が土壌を通る空気の移動を排除するので、植物の根は窒息するが他の土壌はハードパンと呼ばれる鉱化土壌の不浸透層を有することがあり、あるいは比較的不浸透性の岩層が浅い土壌の下にあることがある。排水は木の果実生産において特に重要で、それ以外の点では優れている土壌でも一週間の間洪水で浸水する可能性があり、これは果樹をダメにし代替が確立できるまで土地生産性を犠牲にするのには十分であるが、この場合それぞれにおいて適切な排水は一年生植物または多年生作物への損傷を防ぐために、一時的な水の洗い流しを実行している。
乾燥地は灌漑で耕作されることが多く、排水が必要であるとは考えられないが、灌漑用水には常にミネラルと塩が含まれており、それらは蒸発散によって毒性レベルにまで濃縮される可能性がある。灌漑地では土壌塩分を管理するために、過剰な灌漑用水と排水による定期的な水洗が必要になる場合がある。

## 法令

### 日本の排水と排水に関連する主な法令
日本の排水は発生源、排出経路、排水先によって多くの法令等により管理、制限が行われている。
- 一般排水 - 環境基本法、水質汚濁防止法（排水基準を定める省令）、自然公園法、自然環境保全法
- 工場排水 - 工場排水等の規制に関する法律（水質汚濁防止法施行により廃止）
- 生活排水 - 下水道法、浄化槽法、廃棄物の処理及び清掃に関する法律
- 自然排水[5] - 民法、建築基準法
- 公共用水域への排水 - 河川法（河川管理施設等構造令）、港湾法
- 農地の排水 - 農地法、土地改良法
- 地すべり地の排水 - 地すべり等防止法
- 道路の排水 - 道路法（道路構造令）
- 鉱山の（廃水）排水 - 鉱山保安法、採石法
- 船舶からの排水 - マルポール条約、バラスト水管理条約、海洋汚染等及び海上災害の防止に関する法律、船舶安全法

## 再利用
青銅器時代以降、生活排水を畑などの用水に再利用する工夫が行われていた。
日本の岐阜県郡上八幡町には、水舟という水槽が段々となった水場があり、湧水を引き込み、上流は飲用水、二段目はすすぎ場、三段目は食べ物を冷やしたり、野菜や洗い物を洗う場所、4段目は魚を飼って洗い物から出た物を食べさせるという活用が見られた。